# Humboldt-Gymnasium Karlsruhe
Das Humboldt-Gymnasium Karlsruhe (HGK) ist ein allgemeinbildendes Gymnasium im Karlsruher Stadtteil Nordweststadt. Die Schule wurde nach den Brüdern Wilhelm und Alexander von Humboldt benannt.
Das Humboldt-Gymnasium ist das einzige Karlsruher Gymnasium, das am Modellversuch G9 des Kultusministeriums Baden-Württemberg teilnimmt.

## Geschichte
Am 17. September 1968 beschloss der Karlsruher Gemeinderat, das in der Karlsruher Nordweststadt im Bau befindliche Gymnasium mit dem Namen „Humboldt-Gymnasium“ zu belegen. Damit war die neue Schule in die Tradition des zwischen 1868 und 1943 bestehenden Karlsruher Realgymnasiums gestellt, das sich seit 1908 „Humboldt-Schule“ nannte.
Am Beginn des ersten Schuljahres 1969/1970 standen für 17 Klassen nur 12 Klassenzimmer zur Verfügung, da nur der erste, östliche Bauabschnitt bezogen werden konnte. Durch den weiteren Ausbau des Schulhauses wurde der Unterricht 1971/1972 vollständig erteilt. Seit diesem Schuljahr besitzt die neu erbaute Schule auch einige Sportanlagen: ein Kleinspielfeld, eine 100-m-Bahn und ein Großspielfeld.
Die Neugestaltete Gymnasiale Oberstufe (NGO) mit Leistungs- und Grundkursen in den Jahrgangsstufen 12 und 13 wird im Schuljahr 1978/79 eingeführt, eine tiefgreifende Änderung des Gymnasiums. Sie geht von der Gleichwertigkeit aller Fächer in der Oberstufe aus. Jeder Schüler wählt 2 Leistungskurse und Grundkurse im vorgegebenen Rahmen. Auch Sport wird als Nachweis für die Studierfähigkeit eines Abiturienten gewertet. Die gut ausgestattete Sportplätze und Turnhallen des in der Nachbarschaft liegenden Sportvereins Nordwest 1960 können auch benutzt werden.
Im Schuljahr 1979/80 (Jahrzehnt nach der Schulgründung) ist das Humboldt-Gymnasium das drittgrößte Gymnasium der Stadt Karlsruhe. 1997 geriet der damalige Schuldirektor Berthold Schäufele in die Schlagzeilen, als er ein innerhalb der Schule angefertigtes Wandgemälde über Nacht entfernen ließ. Bei letzterem handelte es sich um eine verfremdete Version des Abendmahls von Leonardo da Vinci, das ein Kunst-Kurs der damaligen zwölften Klasse angefertigt hatte. Anstelle des Kopfes Jesu war derjenige des Direktors angebracht und anstelle der Köpfe der Jünger die unterschiedlicher Lehrer. Der Vorfall sorgte in der gesamten Region für Wirbel; Schäufele selbst erntete schulintern für sein Vorgehen heftige Kritik.
Im 30. Schuljahr (1998/1999) wurde das 2000. Abiturzeugnis ausgegeben.
Seit Herbst 2007 ist es eine Ganztagsschule. Dazu wurde eine Ausgabeküche mit Speiseraum für die Schulverpflegung integriert.
Ab dem Schuljahr 2013/2014 nimmt das Gymnasium am Modellversuch G9 des Kultusministeriums Baden-Württemberg teil: das Abitur kann nach neun statt nach acht Jahren erworben werden. Nach Klasse 10 bzw. Klasse 11 besuchen G8- und G9-Schüler eine gemeinsame Kursstufe und legen gemeinsam dieselbe Abiturprüfung ab.

## Schulleitung
- Waltraut Kesenheimer (1969–1984)
- Berthold Schäufele (1984–2001)
- Ronald Hauser (2001–2013)
- Ulrich Hecking (ab 2013)